# Jonathan Kuminga
Jonathan Malangu Kuminga (Goma, 6 de outubro de 2002) é um jogador congolês de basquete profissional que atualmente joga no Golden State Warriors na National Basketball Association (NBA).
Depois de jogar no Ignite da G-League, ele foi selecionado pelos Warriors como a 7º escolha geral no draft da NBA de 2021.

## Carreira no ensino médio
Kuminga começou a jogar basquete na República Democrática do Congo aos dois anos. Em 2016, ele se mudou para os EUA para jogar basquete no ensino médio.
Como calouro, Kuminga jogou basquete na Huntington Prep School em Huntington, West Virginia. Em sua segunda temporada, ele se transferiu para Our Savior New American School em Centereach, Nova York e teve médias de 25 pontos, cinco rebotes e cinco assistências. Em janeiro de 2019, Kuminga foi nomeado o MVP do Slam Dunk to the Beach depois de marcar 40 pontos, um recorde de um único jogo no evento, em uma derrota para o Gonzaga College High School. Após a temporada, ele teve médias de 20,8 pontos, 5,2 rebotes e 3,3 assistências jogando pelo NY Rens na Nike Elite Youth Basketball League. Ele marcou 43 pontos contra o Texas Titans, uma equipe com Cade Cunningham e Greg Brown.
Em sua terceira temporada, Kuminga se transferiu para a The Patrick School em Hillside, Nova Jersey. Ele teve médias de 16,2 pontos, 5,5 rebotes e 3,7 assistências.

### Recrutamento
Em seu segundo ano do ensino médio, Kuminga emergiu como um dos melhores recrutas da turma de 2021, com a maioria dos serviços de recrutamento classificando-o como o primeiro da turma.
Em 15 de julho de 2020, ele se re-classificou para a classe de 2020 e anunciou que ignoraria o basquete universitário para se juntar ao Ignite da G-League. No final de sua carreira no ensino médio, ele era um recruta de cinco estrelas e o melhor ala da turma de 2020. Ele foi considerado o terceiro melhor jogador de sua classe pela Rivals e o quarto melhor pelo 247Sports e ESPN após a reclassificação.
| Nome | Cidade Natal                              | Escola/Universidade     | Altura             | Peso           | Data da revisão |
| --- | ----------------------------------------- | ----------------------- | ------------------ | -------------- | --------------- |
| Jonathan Kuminga SF | Kinshasa, DR Congo                        | The Patrick School (NJ) | 6 ft 8 in (2.03 m) | 210 lb (95 kg) | —               |
| Jonathan Kuminga SF | Recrutamento: Rivais: 247sports: ESPN: 96 |                         |                    |                |                 |
| Classificação geral de novatos: 247Sports: 4º \| Rivals: 3º \| ESPN: 4º |                                           |                         |                    |                |                 |
| - Nota: Em muitos casos, Scout, Rivals, 247Sports e ESPN podem entrar em conflito em suas listas de altura e peso, nestes casos, a média foi obtida. A ESPN mede os calouros numa escala de 0 a 100. - Fonte: |                                           |                         |                    |                |                 |

## Carreira profissional

### NBA G League Ignite (2020–2021)
Em 15 de julho de 2020, Kuminga assinou um contrato de um ano com o Ignite, uma equipe de desenvolvimento afiliada da G-League. Em 10 de fevereiro de 2021, ele fez sua estreia e registrou 19 pontos, quatro assistências e quatro rebotes na vitória por 110-104 sobre o Santa Cruz Warriors. Kuminga teve médias de 15,8 pontos, 7,2 rebotes e 2,7 assistências.

### Golden State Warriors (2021–Presente)
O Golden State Warriors selecionou Kuminga como a 7ª escolha do draft da NBA de 2021. Em 3 de agosto de 2021, ele assinou um contrato de 2 anos e US$24.8 milhões com os Warriors.
Em 30 de outubro, Kuminga fez sua estreia na NBA e registrou três pontos e uma roubada de bola na vitória por 103-82 sobre o Oklahoma City Thunder. Em 18 de dezembro, em sua primeira partida como titular e marcou 26 pontos em uma derrota por 119-100 para o Toronto Raptors. Em 18 de fevereiro de 2022, Kuminga participou do Rising Stars Challenge no All-Star Weekend do All-Star Game da NBA de 2022, substituindo Chris Duarte. Kuminga mesmo tendo vários jogos com pouco tempo de quadra, terminou sua temporada de novato como campeão da NBA depois que os Warriors derrotaram o Boston Celtics nas finais.Aos 19 anos e 253 dias, ele se tornou o segundo mais jovem campeão da NBA, atrás de Darko Miličić.
Em 24 de janeiro de 2024, Kuminga marcou 25 pontos em um perfeito jogo de 11 arremessos em uma vitória contra o Atlanta Hawks. Este desempenho empatou o recorde da franquia de Chris Mullin de mais arremessos feitos em um jogo sem um erro.
Em 27 de dezembro de 2024, Kuminga marcou 34 pontos, o recorde da carreira, junto com 10 rebotes e cinco assistências, em uma derrota de 102-92 para o Los Angeles Clippers. Em 28 de dezembro, ele marcou 34 pontos, o recorde da carreira, em uma vitória de 109-105 sobre o Phoenix Suns.

## Carreira na seleção
Em agosto de 2022, Kuminga se juntou à Seleção Congolesa para as eliminatórias africanas da Copa do Mundo de 2023. Seu irmão mais velho, Joel Ntambwe, também estava no time. Em 26 de agosto de 2022, ele marcou 18 pontos, o recorde da equipe, para o Congo em uma derrota por 69-71 para Camarões.

## Estatísticas da carreira

### NBA
| † | Campeão da NBA |

#### Temporada regular
| Ano      | Equipe    | PJ  | PT | MPJ  | AP   | 3P   | LL   | RT  | AS  | BR  | TO  | PPJ  |
| -------- | --------- | --- | -- | ---- | ---- | ---- | ---- | --- | --- | --- | --- | ---- |
| 2021–22  | Warriors† | 70  | 12 | 16.9 | .513 | .336 | .684 | 3.3 | 0.9 | 0.4 | 0.3 | 9.3  |
| 2022–23  | Warriors  | 67  | 16 | 20.8 | .525 | .370 | .652 | 3.4 | 1.9 | 0.6 | 0.5 | 9.9  |
| 2023–24  | Warriors  | 74  | 46 | 26.3 | .529 | .321 | .746 | 4.8 | 2.2 | 0.7 | 0.5 | 16.1 |
| Carreira | Carreira  | 211 | 74 | 21.5 | .524 | .341 | .707 | 3.9 | 1.7 | 0.6 | 0.4 | 11.9 |

#### Play-in
| Ano  | Equipe   | PJ | PT | MPJ  | AP   | 3P   | LL   | RT  | AS  | BR  | TO  | PPJ  |
| ---- | -------- | -- | -- | ---- | ---- | ---- | ---- | --- | --- | --- | --- | ---- |
| 2024 | Warriors | 1  | 0  | 27.9 | .400 | .000 | .667 | 7.0 | 2.0 | 0.0 | 1.0 | 16.0 |

#### Playoffs
| Ano      | Equipe    | PJ | PT | MPJ | AP   | 3P   | LL   | RT  | AS  | BR  | TO  | PPJ |
| -------- | --------- | -- | -- | --- | ---- | ---- | ---- | --- | --- | --- | --- | --- |
| 2022     | Warriors† | 16 | 3  | 8.6 | .500 | .231 | .769 | 1.7 | 0.5 | 0.2 | 0.1 | 5.2 |
| 2023     | Warriors  | 10 | 0  | 6.1 | .542 | .429 | .556 | 0.9 | 0.5 | 0.2 | 0.0 | 3.4 |
| Carreira | Carreira  | 26 | 3  | 7.7 | .512 | .300 | .714 | 1.4 | 0.5 | 0.2 | 0.1 | 4.5 |

### NBA G League

#### Temporada Regular
| Ano     | Equipe          | PJ | PT | MPJ  | AP   | 3P   | LL   | RT  | AS  | BR  | TO  | PPJ  |
| ------- | --------------- | -- | -- | ---- | ---- | ---- | ---- | --- | --- | --- | --- | ---- |
| 2020–21 | G League Ignite | 13 | 13 | 32.8 | .387 | .246 | .625 | 7.2 | 2.7 | 1.0 | 0.8 | 15.8 |

Fonte:

## Prêmios e Homenagens
- National Basketball Association:
  - Campeão da NBA: 2022;